# Kanton Saint-Herblain-Ouest-Indre
Kanton Saint-Herblain-Ouest-Indre (fr. Canton de Saint-Herblain-Ouest-Indre) je francouzský kanton v departementu Loire-Atlantique v regionu Pays de la Loire. Tvoří ho západní část města Saint-Herblain a obec Indre.